# Démographie des Côtes-d'Armor
La démographie des Côtes-d'Armor est caractérisée par une densité moyenne et une population âgée en croissance modérée.
Avec ses 609 598 habitants en 2022, le département français des Côtes-d'Armor se situe en 42e position sur le plan national.
En six ans, de 2015 à 2021, sa population s'est accrue de près de 7 600 unités, c'est-à-dire de plus ou moins 1 300 personnes par an. Mais cette variation est différenciée selon les 348 communes que comporte le département.
La densité de population des Côtes-d'Armor, 88,6 habitants par kilomètre carré en 2022, est inférieure à celle de la France entière qui est de 107,1 hab./km2 pour la même année.

## Évolution démographique du département des Côtes-d'Armor
Le département a été créé par décret du 4 mars 1790. Il comporte alors neuf districts (Lannion, Pontrieux, Saint-Brieuc, Lamballe, Dinan, Broons, Loudéac, Rostrenen, Guingamp) et 81 cantons. Le premier recensement sera réalisé en 1791 et ce dénombrement, reconduit tous les cinq ans à partir de 1821, permettra de connaître plus précisément l'évolution des territoires.
Avec 598 872 habitants en 1831, le département représente 1,84 % de la population française, qui est alors de 32 569 000 habitants . De 1831 à 1866, il va gagner 42 338 habitants , soit une augmentation de 0,20 % moyen par an, similaire au taux d'accroissement national de 0,48 % sur cette même période.
L'évolution démographique entre la Guerre franco-prussienne de 1870 et la Première Guerre mondiale est négative alors qu'elle croît au niveau national. Sur cette période, la population perd 16 772 habitants, soit une baisse de -2,70 % alors que la croissance est de 10 % au niveau national. La population perd 4,66 % pour la période de l'entre-deux guerres courant de 1921 à 1936 parallèlement à une croissance au niveau national de 6,9 %. En un siècle (1866-1962), le département perd 21,7% de sa population (139 287 habitants).
À l'instar des autres départements français, les Côtes-d'Armor vont ensuite connaître un essor démographique, toutefois modéré, après la Seconde Guerre mondiale.
Aujourd'hui, le département représente 0,90 % de la population française (2021). Alors que le département était le 5e le plus peuplé de France en 1831, il se situe aujourd'hui en 42e position (2021).
En 2022, le département comptait 609 598 habitants, en évolution de +1,78 % par rapport à 2016 (France hors Mayotte : +2,11 %).
| 1791    | 1801    | 1806    | 1821    | 1826    | 1831    | 1836    | 1841    | 1846    |
| ------- | ------- | ------- | ------- | ------- | ------- | ------- | ------- | ------- |
| 523 880 | 504 303 | 516 428 | 552 424 | 581 684 | 598 872 | 605 563 | 607 572 | 628 526 |

| 1851    | 1856    | 1861    | 1866    | 1872    | 1876    | 1881    | 1886    | 1891    |
| ------- | ------- | ------- | ------- | ------- | ------- | ------- | ------- | ------- |
| 632 613 | 621 573 | 628 676 | 641 210 | 622 295 | 630 957 | 627 585 | 628 256 | 618 652 |

| 1896    | 1901    | 1906    | 1911    | 1921    | 1926    | 1931    | 1936    | 1946    |
| ------- | ------- | ------- | ------- | ------- | ------- | ------- | ------- | ------- |
| 616 074 | 609 349 | 611 506 | 605 523 | 557 824 | 552 788 | 539 531 | 531 840 | 526 955 |

| 1954    | 1962    | 1968    | 1975    | 1982    | 1990    | 1999    | 2006    | 2011    |
| ------- | ------- | ------- | ------- | ------- | ------- | ------- | ------- | ------- |
| 503 178 | 501 923 | 506 102 | 525 556 | 538 869 | 538 395 | 542 373 | 570 861 | 594 375 |

| 2016    | 2021    | 2022    | - | - | - | - | - | - |
| ------- | ------- | ------- | - | - | - | - | - | - |
| 598 953 | 605 917 | 609 598 | - | - | - | - | - | - |

## Population par divisions administratives

### Arrondissements
Le département des Côtes-d'Armor comporte quatre arrondissements. La population se concentre principalement sur l'arrondissement de Saint-Brieuc, qui recense 45 % de la population totale du département en 2022, avec une densité de 102,2 hab./km2, contre 21 % pour l'arrondissement de Guingamp, 18 % pour celui de Dinan et 17 % pour celui de Lannion.
| Arrondissement  | Population(2022) | Variation(2022/2016)                       | Superficie(km2) | Densité(hab./km2) |
| --------------- | ---------------- | ------------------------------------------ | --------------- | ----------------- |
| Saint-Brieuc    | 275 606          | en évolution de +1,78 % par rapport à 2016 | 2 696           | 102,2             |
| Guingamp        | 126 343          | en évolution de +0,62 % par rapport à 2016 | 2 292,3         | 55,1              |
| Dinan           | 106 772          | en évolution de +3,97 % par rapport à 2016 | 984,9           | 108,4             |
| Lannion         | 100 877          | en évolution de +0,97 % par rapport à 2016 | 904,4           | 111,5             |
| Source : Insee. |                  |                                            |                 |                   |

### Communes de plus de5 000 habitants
Sur les 348 communes que comprend le département des Côtes-d'Armor, 81 ont en 2021 une population municipale supérieure à 2 000 habitants, 17 ont plus de 5 000 habitants et six ont plus de 10 000 habitants : Saint-Brieuc, Lannion, Lamballe-Armor, Plérin, Dinan et Ploufragan.
Les évolutions respectives des communes de plus de 5 000 habitants sont présentées dans le tableau ci-après.
| Commune               | Population(2022) | Variation(2022/2016)                       | Superficie(km2) | Densité(hab./km2) |
| --------------------- | ---------------- | ------------------------------------------ | --------------- | ----------------- |
| Saint-Brieuc          | 44 607           | en évolution de −0,87 % par rapport à 2016 | 21,88           | 2 038,7           |
| Lannion               | 20 525           | en évolution de +3,5 % par rapport à 2016  | 43,91           | 467,4             |
| Lamballe-Armor        | 16 911           | -                                          | 130,65          | 129,4             |
| Plérin                | 14 527           | en évolution de +5,09 % par rapport à 2016 | 27,72           | 524,1             |
| Dinan                 | 14 966           | en évolution de +5,23 % par rapport à 2016 | 8,71            | 1 718,3           |
| Ploufragan            | 11 347           | en évolution de −0,45 % par rapport à 2016 | 27,06           | 419,3             |
| Loudéac               | 9 875            | en évolution de +2,94 % par rapport à 2016 | 80,24           | 123,1             |
| Trégueux              | 8 462            | en évolution de +0,21 % par rapport à 2016 | 14,57           | 580,8             |
| Langueux              | 7 947            | en évolution de +3,91 % par rapport à 2016 | 9,1             | 873,3             |
| Pordic                | 7 393            | en évolution de +4,05 % par rapport à 2016 | 33,63           | 219,8             |
| Paimpol               | 7 266            | en évolution de +1,11 % par rapport à 2016 | 23,61           | 307,8             |
| Perros-Guirec         | 7 260            | en évolution de +0,67 % par rapport à 2016 | 14,16           | 512,7             |
| Guingamp              | 7 127            | en évolution de +3,3 % par rapport à 2016  | 3,41            | 2 090             |
| Plédran               | 6 909            | en évolution de +5,14 % par rapport à 2016 | 34,71           | 199               |
| Binic-Étables-sur-Mer | 7 020            | en évolution de +0,79 % par rapport à 2016 | 15,34           | 457,6             |
| Le Mené               | 6 420            | en évolution de −0,08 % par rapport à 2016 | 163,23          | 39,3              |
| Ploumagoar            | 5 418            | en évolution de +0,11 % par rapport à 2016 | 32,07           | 168,9             |
| Source : Insee.       |                  |                                            |                 |                   |

## Structures des variations de population

### Soldes naturels et migratoires sur la période 1968-2021
La variation moyenne annuelle est positive et en diminution depuis les années 1970, passant de 0,5 à 0,2 %.
Le solde naturel annuel qui est la différence entre le nombre de naissances et le nombre de décès enregistrés au cours d'une même année, a baissé, passant de 0,3 à −0,4 %. La baisse du taux de natalité, qui passe de 15,9 à 8,8 ‰, n'est en fait pas compensée par une baisse du taux de mortalité, qui parallèlement passe de 12,9 à 12,5 ‰.
Le flux migratoire reste positif et en croissance sur la période courant de 1968 à 2021. Le taux annuel passe de 0,2 à 0,6 %. 
| Indicateurs démographiques                       | 1968 à1975 | 1975 à1982 | 1982 à1990 | 1990 à1999 | 1999 à2010 | 2010 à2015 | 2015 à2021 |
| ------------------------------------------------ | ---------- | ---------- | ---------- | ---------- | ---------- | ---------- | ---------- |
| Variation annuelle moyenne de la population en % | 0,5        | 0,4        | -0,0       | 0,1        | 0,8        | 0,2        | 0,2        |
| - due au solde naturel en %                      | 0,3        | 0,1        | -0,0       | -0,1       | -0,0       | -0,1       | -0,4       |
| - due au solde apparent des entrées sorties en % | 0,2        | 0,3        | 0,0        | 0,2        | 0,8        | 0,4        | 0,6        |
| Taux de natalité en ‰                            | 15,9       | 13,2       | 12,0       | 10,5       | 11,3       | 10,3       | 8,8        |
| Taux de mortalité en ‰                           | 12,9       | 12,6       | 12,2       | 11,8       | 11,5       | 11,6       | 12,5       |
| Source : Insee.                                  |            |            |            |            |            |            |            |

### Mouvements naturels sur la période 2014-2022
En 2014, 5 790 naissances ont été dénombrées contre 6 860 décès. Le nombre annuel des naissances a diminué depuis cette date, passant à 4 991 en 2022, indépendamment à une augmentation, mais relativement faible, du nombre de décès, avec 8 590 en 2022. Le solde naturel est ainsi négatif et diminue, passant de −1 070 à −3 599.
Pour des raisons techniques, il est temporairement impossible d'afficher le graphique qui aurait dû être présenté ici.

## Densité de population
La densité de population est en augmentation depuis 1968, en cohérence avec l'augmentation de la population.
En 2021, la densité était de 88,1 hab./km2.
| 1968 |  | 73.6 |  |

| 1975 |  | 76.4 |  |

| 1982 |  | 78.4 |  |

| 1990 |  | 78.3 |  |

| 1999 |  | 78.9 |  |

| 2010 |  | 86.0 |  |

| 2015 |  | 87.0 |  |

| 2021 |  | 88.1 |  |

## Répartition par sexes et tranches d'âges
La population du département est plus âgée qu'au niveau national.
En 2021, le taux de personnes d'un âge inférieur à 30 ans s'élève à 30,2 %, soit en dessous de la moyenne nationale (35,1 %). À l'inverse, le taux de personnes d'âge supérieur à 60 ans est de 33,9 % la même année, alors qu'il est de 26,6 % au niveau national.
En 2021, le département comptait 292 948 hommes pour 312 969 femmes, soit un taux de 51,65 % de femmes, légèrement supérieur au taux national (51,61 %).
Les pyramides des âges du département et de la France s'établissent comme suit.
| Hommes | Classe d’âge | Femmes |
| ------ | ------------ | ------ |
| 0,9    | 90 ou +      | 2,6    |
| 9,1    | 75-89 ans    | 12,5   |
| 21,1   | 60-74 ans    | 21,6   |
| 20,4   | 45-59 ans    | 19,4   |
| 16,3   | 30-44 ans    | 15,7   |
| 15,1   | 15-29 ans    | 12,8   |
| 17,1   | 0-14 ans     | 15,5   |

| Hommes | Classe d’âge | Femmes |
| ------ | ------------ | ------ |
| 0,7    | 90 ou +      | 1,9    |
| 7,0    | 75-89 ans    | 9,5    |
| 16,6   | 60-74 ans    | 17,5   |
| 20,0   | 45-59 ans    | 19,5   |
| 18,8   | 30-44 ans    | 18,3   |
| 18,3   | 15-29 ans    | 16,7   |
| 18,6   | 0-14 ans     | 16,7   |

## Répartition par catégories socioprofessionnelles
La catégorie socioprofessionnelle des retraités est surreprésentée par rapport au niveau national. Avec 35,9 % en 2021, elle est 9,1 points au-dessus du taux national (26,8 %). La catégorie socioprofessionnelle des cadres et professions intellectuelles supérieures est quant à elle sous-représentée par rapport au niveau national. Avec 5,8 % en 2021, elle est 4,3 points en dessous du taux national (10,1 %).
| Catégorie socioprofessionnelle                    | 2015    | 2015 | 2021    | 2021 | Détails de l'année 2021 | Détails de l'année 2021 | Détails de l'année 2021            | Détails de l'année 2021            | Détails de l'année 2021            |
| Catégorie socioprofessionnelle                    | Nb      | %    | Nb      | %    | Hommes                  | Femmes                  | Part en % de la population âgée de | Part en % de la population âgée de | Part en % de la population âgée de |
| Catégorie socioprofessionnelle                    | Nb      | %    | Nb      | %    | Hommes                  | Femmes                  | 15 à 24 ans                        | 25 à 54 ans                        | 55 ans ou +                        |
| ------------------------------------------------- | ------- | ---- | ------- | ---- | ----------------------- | ----------------------- | ---------------------------------- | ---------------------------------- | ---------------------------------- |
| Agriculteurs exploitants                          | 10 040  | 2,0  | 9 328   | 1,8  | 6 612                   | 2 716                   | 0,2                                | 3,0                                | 1,3                                |
| Artisans, commerçants, chefs d'entreprise         | 19 108  | 3,9  | 19 680  | 3,9  | 13 537                  | 6 142                   | 0,6                                | 7,0                                | 2,2                                |
| Cadres et professions intellectuelles supérieures | 27 004  | 5,5  | 29 388  | 5,8  | 16 647                  | 12 741                  | 1,0                                | 10,8                               | 2,9                                |
| Professions intermédiaires                        | 58 845  | 11,9 | 62 563  | 12,3 | 28 224                  | 34 339                  | 7,5                                | 23,5                               | 4,4                                |
| Employés                                          | 72 679  | 14,7 | 71 450  | 14,0 | 15 048                  | 56 402                  | 13,5                               | 24,8                               | 5,5                                |
| Ouvriers                                          | 68 494  | 13,8 | 68 724  | 13,5 | 53 448                  | 15 276                  | 18,5                               | 23,5                               | 4,2                                |
| Retraités                                         | 177 492 | 35,9 | 182 788 | 35,9 | 83 226                  | 99 562                  | 0,0                                | 0,3                                | 73,3                               |
| Autres personnes sans activité professionnelle    | 61 294  | 12,4 | 65 074  | 12,8 | 26 996                  | 38 078                  | 58,6                               | 7,2                                | 6,3                                |
| Ensemble                                          | 494 956 | 100  | 508 995 | 100  | 243 738                 | 265 257                 | 100                                | 100                                | 100                                |
| Sources : Insee,.                                 |         |      |         |      |                         |                         |                                    |                                    |                                    |